# 登米市民ふれあい美術展
登米市民ふれあい美術展（とめしみんふれあいびじゅつてん）は、宮城県登米市で毎年開催される満18歳以上を対象とした、日本画、洋画の公募展。通称は「登展（とてん）」。

## 概要
登米文化振興財団が主催する、登米市民及び登米市にゆかりの人を対象とした絵画の未発表作品の公募展で、自由出展、無審査、入場無料。登米郡8町と本吉郡津山町の合併によって2005年に登米市が誕生した年に初回開催。

## 歴史
- 2005年（平成17年） - 第1回大会開催
- 2016年（平成28年） - 第12回大会開催[2]
- 2017年（平成29年） - 第13回大会開催[3]

## 応募要項
- 作品募集要項
- 作品は最大40号（長辺100cm）まで
- 出展料:1作品/1.000円

## 展示
- 登米祝祭劇場・小ホール[4]
- 期間:4月29日～5月5日